# Стерегуще
Стерегу́ще (до 1948 року — Верхній Бакка́л, Юкари́-Бакка́л, крим. Yuqarı Baqqal) — село Перекопського району Автономної Республіки Крим.
Розташоване на заході району.
Розташоване на березі Баккальської бухти Чорного моря на початку заповідної Бакальскої коси, в 25 кілометрах на захід від Роздольного.
Великі піщані пляжі та значні неосвоєні території берегової лінії приваблюють сюди прихильників «дикого» наметового відпочинку.